# Aonyx capensis
Lutra capensis, syn. Aonyx capensis (видра капська) — хижий ссавець родини Мустелових, представник підродини Видрових.

## Опис
Це найбільший представник видрових Старого світу. Має масивне тіло й товстий хвіст. Верхня губа, боки морди, шия, горло, живіт та краї вух білі. Очі й вуха маленькі та заокруглені. Вібриси від білого до сірого кольору, розташовані на обох щелепах. Хутро густе і блискуче. Покривне волосся сягає 25 мм в середині спини, але коротше (близько 10 мм) на голові і хвості. Підшерстя білого або жовтуватого кольору, набагато тонше, ніж покривне волосся. Шкіра товста. Пальці без кігтів, за винятком другого, третього й четвертого пальців задніх ніг, на яких є невеликі кігті. Задні ступні частково перетинчасті, але передні — ні. Нижній бік стопи голий і великий палець протиставлений іншим. Самиці мають дві пари черевних молочних залоз. Aonyx capensis має пару анальних залоз, які використовують для мічення запахом.
Каріотип 2n = 38.
Aonyx capensis можна відрізнити від симпатричного Lutra maculicollis за великим розміром (близько 12–18 кг), довжиною (близько 95 см), блідим кольором, відсутністю маркування на шиї і горлі, довгими вібрисами, відсутністю перетинок на ногах і відсутністю пазурів на пальцях. Atilax paludinosus має від сірого до червоно-коричневого забарвлення, а не темно-коричневу спину і кремово-білий низ як Aonyx capensis. Aonyx congicus схожий за кольором, але менший за розміром і більш тонкий, особливо в області голови та шиї. Крім того, ці два види аоніксів симпатричні тільки в Руанді та Уганді, де вони займають не одні й ті ж екотопи.

## Поширення
Країни поширення: Ангола, Бенін, Ботсвана, Буркіна-Фасо, Камерун, Чад, Демократична Республіка Конго, Кот-д'Івуар, Еритрея, Ефіопія, Гамбія, Гана, Гвінея, Гвінея-Бісау, Кенія, Лесото, Ліберія, Малаві, Мозамбік, Намібія, Нігер, Нігерія, Руанда, Сенегал, Сьєрра-Леоне, Південна Африка, Судан, Есватіні, Танзанія, Уганда, Замбія, Зімбабве. Вид водний і рідко зустрічається далеко від води. Прісна вода є необхідною умовою існування, тому на морських узбережжях ці тварини трапляються тільки при наявності доступу до прісної води. На морських узбережжях віддає перевагу скелястим берегам. Також Aonyx capensis знаходили у водосховищах, лиманах, річках, мангрових лісах аж до пустельних районів, у верхів'ях річки Дорінг-рівер в Західній Капській провінції і Фіш-рівер на півдні Намібії. Aonyx capensis був зареєстрований на висотах до 3000 м в Ефіопії. 

## Поведінка
Aonyx capensis живиться переважно крабами. Його великі корінні зуби, потужні щелепи, а також відсутність різців є пристосуванням для дроблення панцирів ракоподібних і черепів великих риб. Aonyx capensis також має спритні передні лапи, якими вони можуть намацувати здобич на дотик. Груба шкіра на долонях та пальцях дозволяє цим тваринам хапати й надійно утримувати слизьких риб і жаб. Довгі вібриси вони використовують для виявлення руху здобичі в каламутній воді. Після їжі Aonyx capensis чистить морду та лапи. На суходолі перш, ніж з'їсти здобич, тварини занурюють її у воду.
Нільські крокодили та орлани африканські можуть вбити Aonyx capensis. Однак, в більшості випадків їх вбивають люди. У прісних водоймах Aonyx capensis, перш за все, поодинокий, але іноді може переміщуватись групами, що складаються з пари дорослих особин і 2–3 молодих. Aonyx capensis переважно активний у сутінках. Протягом дня знаходить притулки в норах, під камінням та корінням дерев, в густій рослинності на островах. У піщаному ґрунті ці тварини самі риють нори, які можуть сягати 3 м завглибшки. Деякі нори мають кілька входів вище або нижче рівня води. Aonyx capensis властива складна вокалізація, яка містить 4 основних звуки: низький і високий свистки, хрюкання і змінне Ха, яке означає занепокоєння. Крім того, ці тварини здатні гарчати при погрозі. Серед інших звуків відмічені вереск, стогін, нявкання і гугняві шуми. Впіймані в ранньому віці, Aonyx capensis приручаються легко. Однак, деякі особини залишаються непередбачуваними і можуть вкусити без будь-якої причини. 

## Відтворення
Спарювання може відбуватися протягом грудня, але пологи були зареєстровані в більшості місяців з можливим піком під час сухого сезону на південь від екватора. Вагітність триває 63 доби, народжується від одного до трьох малюків з блідим, димчасто-сірим, пухнастим хутром. Очі у них відкриваються після 16–30 днів, після чого дитинчата виходять за межі лігва. Самиця перестає годувати дитинчат молоком у віці 45–60 днів. Молоді стають самостійними і досягають статевої зрілості через рік. Тривалість життя в неволі становить 13 років.

## Загрози та охорона
Серйозних загроз для виду нема, проте в деяких частинах ареалу середовища проживання були або радикально змінені або винищені. Очищення територій від кущів, вирубка лісів, надмірне випасання худоби, замулення річок, осушення водно-болотних угідь або денудація прибережної рослинності є загрозами для виду. В деяких частинах ареалу на цих тварин полюють заради шкур й інших частин тіла або тому, що вони розглядаються як харчові конкуренти людини, особливо в сільських районах, де рибальство є важливим джерелом доходу. Aonyx capensis знаходяться в багатьох охоронних районах по всьому ареалу.